# Pärnu
Pärnu is een stad in het zuidwesten van Estland. De stad ligt bij de monding van de gelijknamige rivier in de Golf van Riga, ongeveer halverwege Tallinn en Riga. De stad telt 41.520 inwoners (2024) en is daarmee de vierde van Estland. Het is de hoofdstad van de provincie Pärnumaa.
Pärnu wordt vanwege zijn strand en talrijke zomerse festivals wel officieus de "Zomerhoofdstad van Estland" genoemd. Het is bovendien een kuuroord met een verleden dat teruggaat tot 1838, toen het eerste kuurbad werd geopend.

## Geschiedenis
Het huidige Pärnu is de voortzetting van twee nederzettingen. Vana-Pärnu (Oud-Pärnu) was halverwege de dertiende eeuw het centrum van een bisdom, dat in 1263 door heidense Litouwers werd geplunderd, waarop de bisschop zich in het noordelijker Haapsalu vestigde. De aan de andere kant van de rivier gelegen concurrerende nederzetting heette aanvankelijk Embecke en was ontstaan rond een burcht van de Duitse Orde van de Zwaardbroeders. Deze plaats kreeg in 1318 stadsrechten en werd lid van het Hanzeverbond. De stad werd in het Estisch Uus-Pärnu (Nieuw-Pärnu) genoemd. Het wegkwijnende Oud-Pärnu werd in 1599 onder Pools bewind met Nieuw-Pärnu verenigd: het eindigde als leverancier voor het bouwmateriaal en de gefuseerde stad kreeg de naam Pärnu (Duits: Pernau). Oud-Pärnu was in 1533 overigens bij een brand grondig verwoest, inclusief de stadskronieken.
Onder Zweeds bewind (vanaf 1617) brak een voorspoedige tijd aan voor de stad. Van 1699 tot 1710 was de Universiteit van Tartu (Academia Gustaviana Carolina) naar Pärnu overgeplaatst, maar deze sloot tijdens de Grote Noordse Oorlog de deuren. Deze oorlog verliep rampzalig voor de stad: slechts 36 burgers overleefden de oorlog en de pest. Bij de Vrede van Nystad kwam de stad onder Russisch bestuur (Gouvernement Lijfland) en werd hernoemd tot Пернов (Pernov). In Pernov heeft Abraham Hannibal gewoond, een Eritreër, die een beschermeling was van Peter de Grote en een voorvader van Aleksandr Poesjkin. Over hem is een gedicht geschreven door David Samojlov.
In de 18e en 19e eeuw ontwikkelde Pernov zich onder Russisch bewind als havenstad, die onder Catharina de Grote zelfs Reval (Tallinn) in uitvoervolume overtrof. De Continentale Blokkade maakte aan deze bloeitijd een einde.
In de jaren 30 van de 19e eeuw werd Pernov langzamerhand een kuuroord. In 1838 werd het eerste kuurbad geopend. In 1843 werd Pernov niet langer gezien als een strategische stad. De versterkingen werden grotendeels geslecht en de overgebleven delen werden gebruikt voor promenades. De stad werd in die tijd uitgebreid met industrie.
In 1857 publiceerde Johann Voldemar Jannsen er de eerste Estischtalige krant. Zijn dochter Lydia, een beroemd dichteres, bracht er haar schooltijd door. In de jaren zestig van de 19e eeuw werden stenen pieren aangelegd in de rivier, om zo de blokkade te omzeilen door de monding van de rivier te verplaatsen.
Van 1900 tot 1915 was in Pärnu de belangrijkste cellulosefabriek, Waldhof, gevestigd.
In de loop van de Eerste Wereldoorlog werd Pernov in 1915 belegerd door Duitse schepen en in angst voor een Duitse landing besloot de commandant van de stad de Waldhof-fabriek op te blazen. De Bolsjewieken hadden hun zinnen ook gezet op de stad, maar in plaats daarvan bezetten Duitse troepen op 25 februari 1918 de stad, wat bij de Vrede van Brest-Litovsk bevestigd werd.
Onder Ests bestuur (1919-1940) werd de stad hernoemd tot Pärnu en werd ingezet op een grootschalige ontwikkeling van de textielindustrie en de metaalbewerking. Ook werd er een vlasfabriek geopend. In 1924 deed de Communistische Partij van Estland een poging tot muiterij in de stad, maar de opstand werd neergeslagen in het stadscentrum, waardoor de poging mislukte. In Pärnu werden in die tijd vele villa's, hotels, cafés en restaurants en een casino geopend. In 1937 woonden ongeveer 7.000 mensen in de stad, waaronder meer dan 4.000 buitenlanders. In 1939 werd de 100e verjaardag van de plaats als kuuroord gevierd, waarbij een serie gedenkpostzegels werd uitgegeven.
Door het Molotov-Ribbentroppact werd Estland toebedeeld aan de Sovjet-Unie en werden de Baltische Duitsers geëvacueerd. In 1940 trokken troepen van het Rode Leger de stad binnen, waar op 20 juni 1940 het sovjetregime werd uitgeroepen. Vervolgens begon een grootschalige onderdrukking van de inwoners van de stad. De industriële bedrijven werden genationaliseerd. Aan het begin van Operatie Barbarossa werd de stad op 8 juli 1941 door Duitse troepen bezet. Op 23 september 1944 was het Rode Leger weer terug en werd het sovjetregime hersteld. In de jaren na de oorlog werd een belangrijke visverwerkingsfabriek gebouwd in de stad. Ook werd ingezet op de ontwikkeling van de textielindustrie en de bosbouw en het kuuroord werd ook verder ontwikkeld met een viertal sanatoria (Estonia (Estland), Syproes (Cyprus), Rachoe en Tervis). Door haar ligging trok de stad elk jaar duizenden kuuroordgasten uit alle delen van de Sovjet-Unie.
Nadat Estland in 1991 zijn onafhankelijkheid had herkregen, werden veel straatnamen met sovjetnamen vervangen door hun historische namen. Het kuuroord was van zijn markt afgesneden en raakte in verval. De gebouwen werden grotendeels geprivatiseerd, maar een deel bleef in handen van het stadsbestuur.

## Spoorlijnen
In 1896 werd Pärnu door een spoorlijn verbonden met Mõisaküla en via die plaats met Riga en Valga. De lijn Pärnu-Mõisaküla is in 1996 opgeheven en in 2008 opgebroken. De lijnen van Mõisaküla naar Riga en Valga waren al eerder gesloten. Van 1928 tot december 2018 had Pärnu een station aan de spoorlijn Lelle - Pärnu. Deze lijn sloot in december 2018. Het tracé zal worden opgenomen in het tracé van Rail Baltica, dat volgens planning in 2026 gereed moet zijn. Pärnu krijgt een station aan deze lijn.

## Stadsbeeld

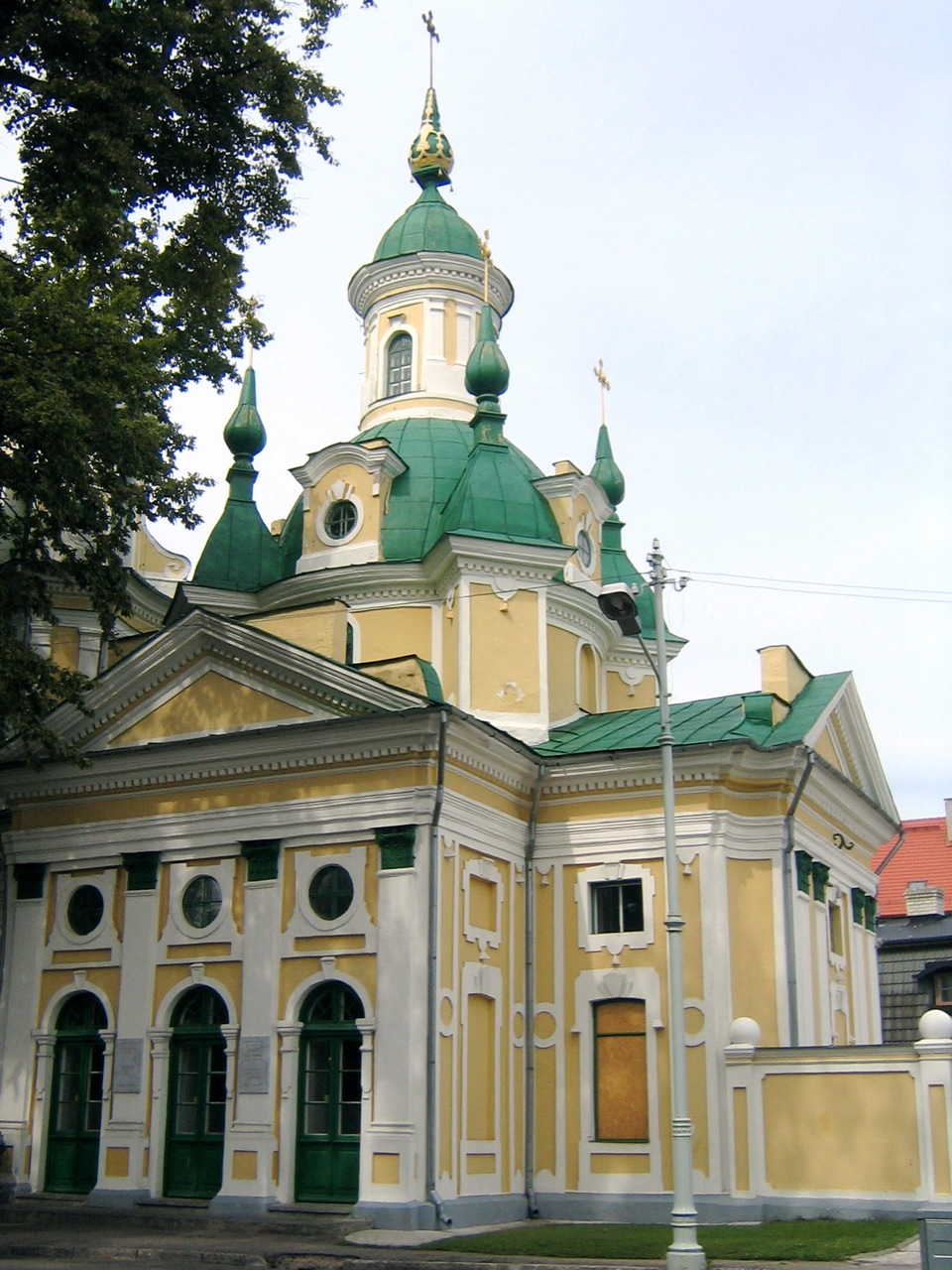
De orthodoxe Catharinakerk

Het oudste bouwwerk van Pärnu is de Rode Toren (Punane torn), die deel uitmaakte van de oude stadsmuur. Ook van de door de Zweden aangelegde jongere vestingwerken zijn nog gedeelten over, waaronder de Tallinner Poort (Tallinna värav) uit 1686. De voornaamste straat van de stad, de Rüütli, kwam ook onder Zweeds bewind tot stand, inclusief het voorname huis van de koopman Christian Heinrich Mohr (1681). Hier overnachtte tsarina Catharina de Grote in 1741. Zij schonk de stad de orthodoxe Catharinakerk (Katariina kirik, 1768), die aan haar is opgedragen. Iets ouder is de Elisabethkerk (Eliisabeti kirik, 1747), een van de belangrijkste barokkerken in Estland, die haar naam kreeg ter ere van tsarina Elisabeth.
Het kuurdistrict van de stad bevindt zich ten zuiden van het historische centrum aan zee. Hier staan enkele opvallende 20e-eeuwse monumenten: de Villa Ammende uit 1905 in jugendstil en het uit 1937 daterende Strandhotel (Rannahotell), dat geldt als het pronkstuk van het Estische functionalisme.

## Demografie
De bevolking van de stad is enigszins afgenomen over de laatste jaren. Op 1 januari 2011 woonden er 43.966 mensen, terwijl dit aantal eerder boven de 50.000 lag. In 2019 was dit aantal verder teruggelopen tot 39.438. In 2020 was er weer een kleine stijging, die in 2021 alweer teniet was gedaan. In 2022 lag het aantal inwoners weer boven de 40.000.

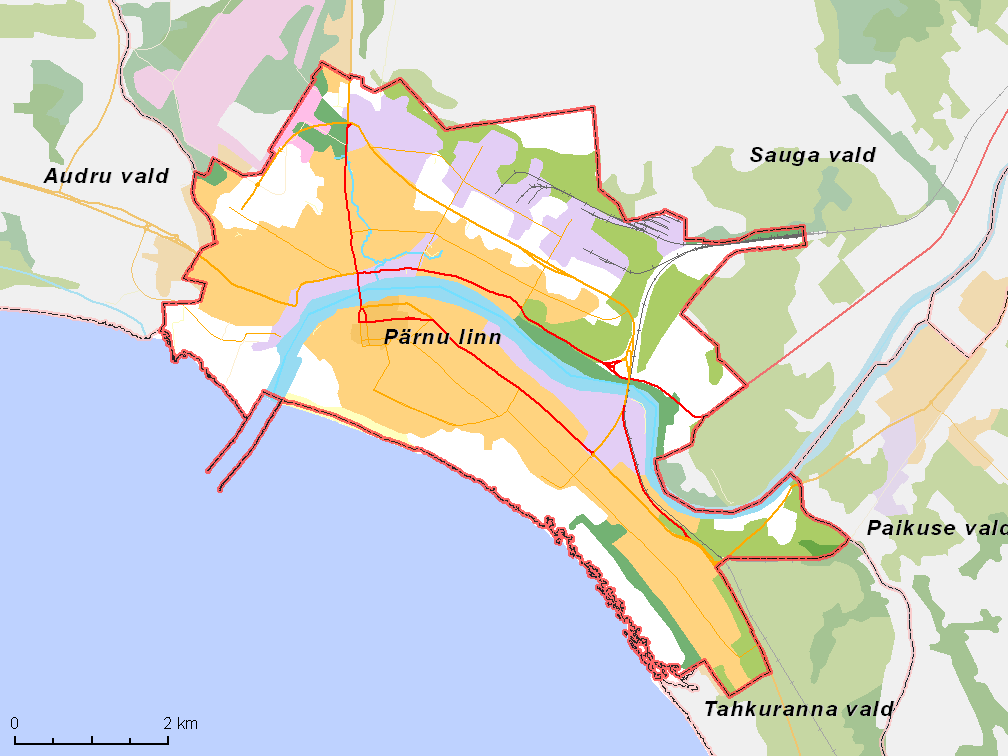
De gemeente met omliggende gemeenten (2012)

Eind 2021 was de etnische samenstelling van de stadsbevolking aldus:
|            | aantal | percentage |
| ---------- | ------ | ---------- |
| Totaal     | 40 228 | 100,0%     |
| Esten      | 33 682 | 83,7%      |
| Russen     | 4 256  | 10,6%      |
| Oekraïners | 887    | 2,2%       |
| Finnen     | 324    | 0,8%       |
| Wit-Russen | 184    | 0,5%       |
| Letten     | 128    | 0,3%       |
| Overig     | 767    | 1,9%       |

Op 1 november 2017 werd Pärnu uitgebreid met de gemeenten Audru, Tõstamaa en Paikuse, die ruim 11.000 nieuwe inwoners inbrachten. De gemeente Pärnu kreeg er daarmee 825 km² platteland bij.

## Sport
De lokale voetbalclub is Pärnu JK Vaprus die uitkomt in de Esiliiga, het tweede niveau in Estland.

## Geboren
- Georg Wilhelm Richmann (1711–1753), natuurkundige
- Friedrich Martens (1845-1909), jurist en diplomaat
- Jānis Kalniņš (1904-2000), componist en dirigent
- Mart Port (1922-2012), architect
- Arbo Valdma (1942), pianist en muziekdocent
- Peeter Kreitzberg (1948-2011), politicus en wetenschapper
- Igor Prins (1966), voetballer en voetbalcoach
- Marko Matvere (1968), acteur
- Andrus Veerpalu (1971), langlaufer
- Marek Lemsalu (1972), voetballer
- Toomas Tohver (1973), voetballer
- Valmo Kriisa (1974), basketballer
- Indrek Zelinski (1974), voetballer en voetbaltrainer
- Raio Piiroja (1979), voetballer
- Sergei Mošnikov (1988), voetballer
- Rauno Alliku (1990), voetballer

## Foto's

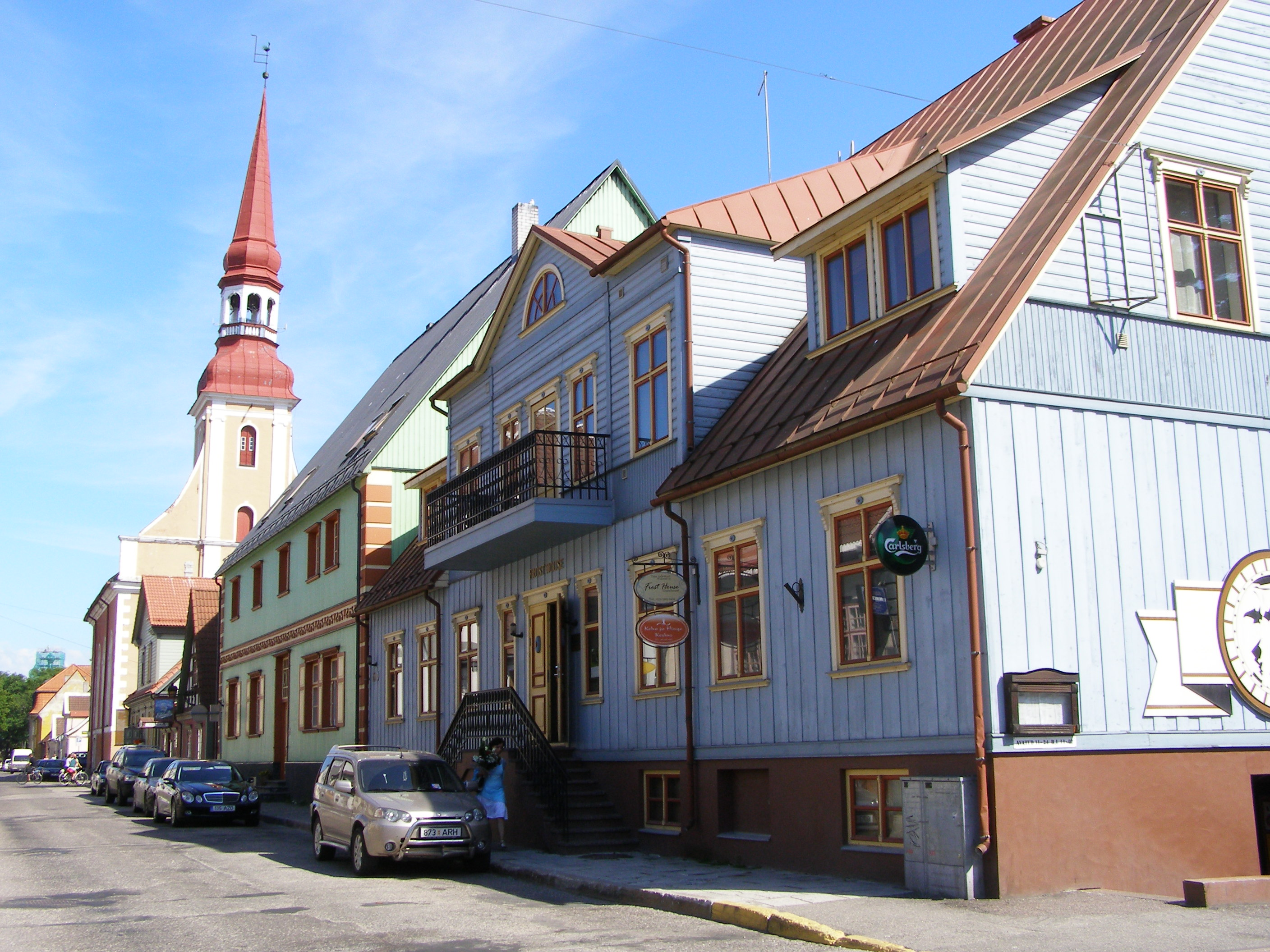
De oude stad met de Elisabethkerk
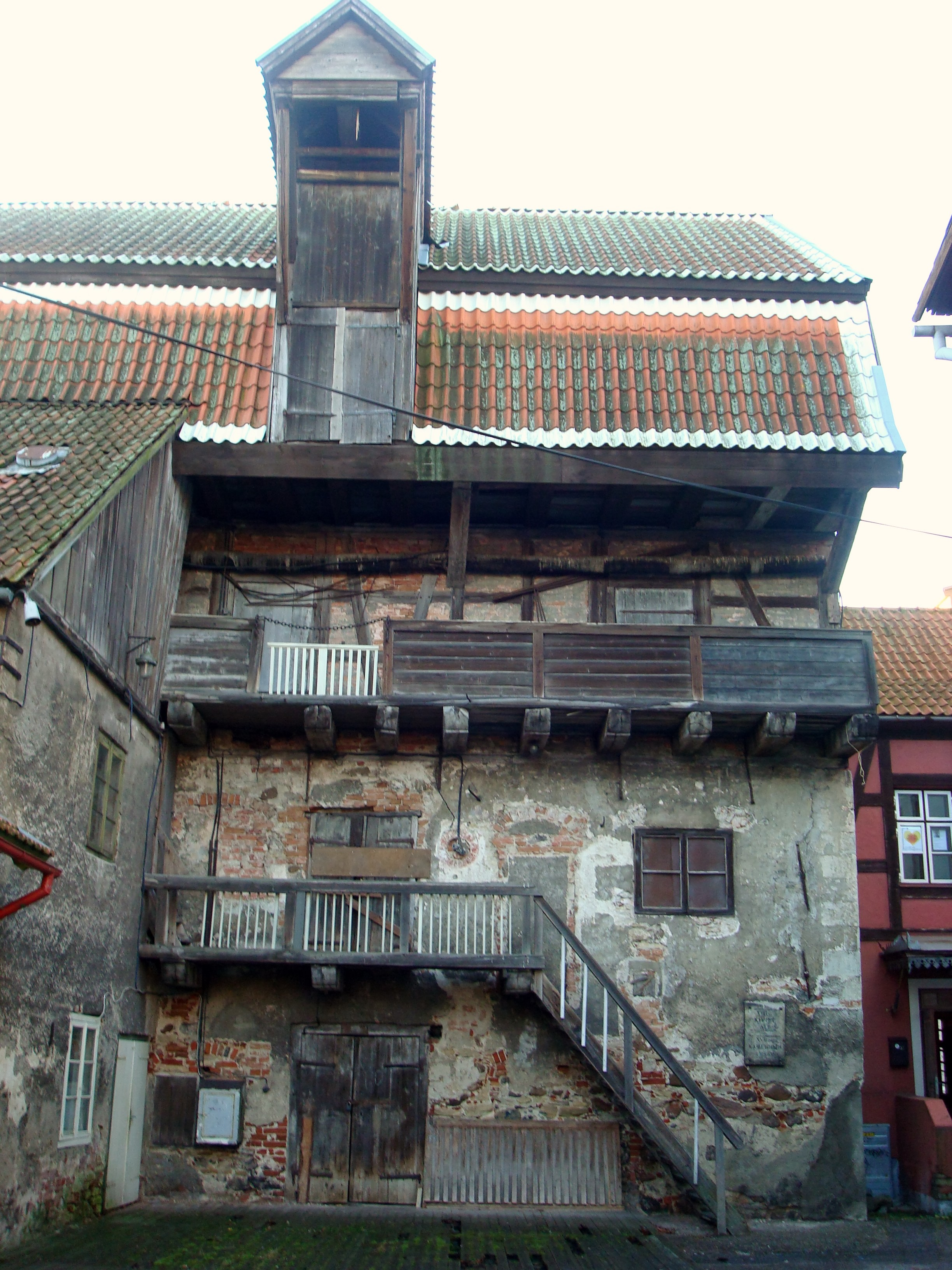
Pakhuis
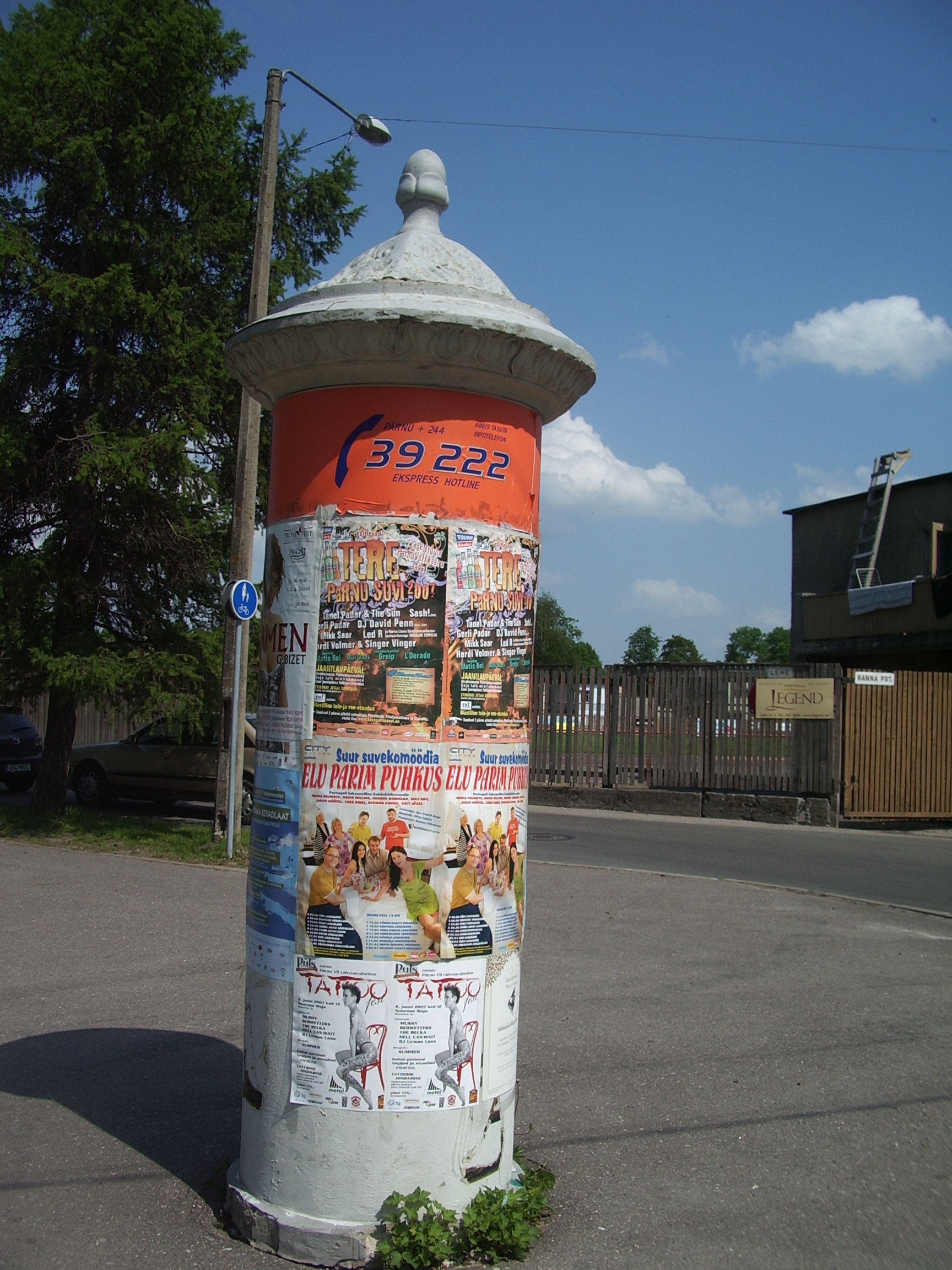
Reclamezuil
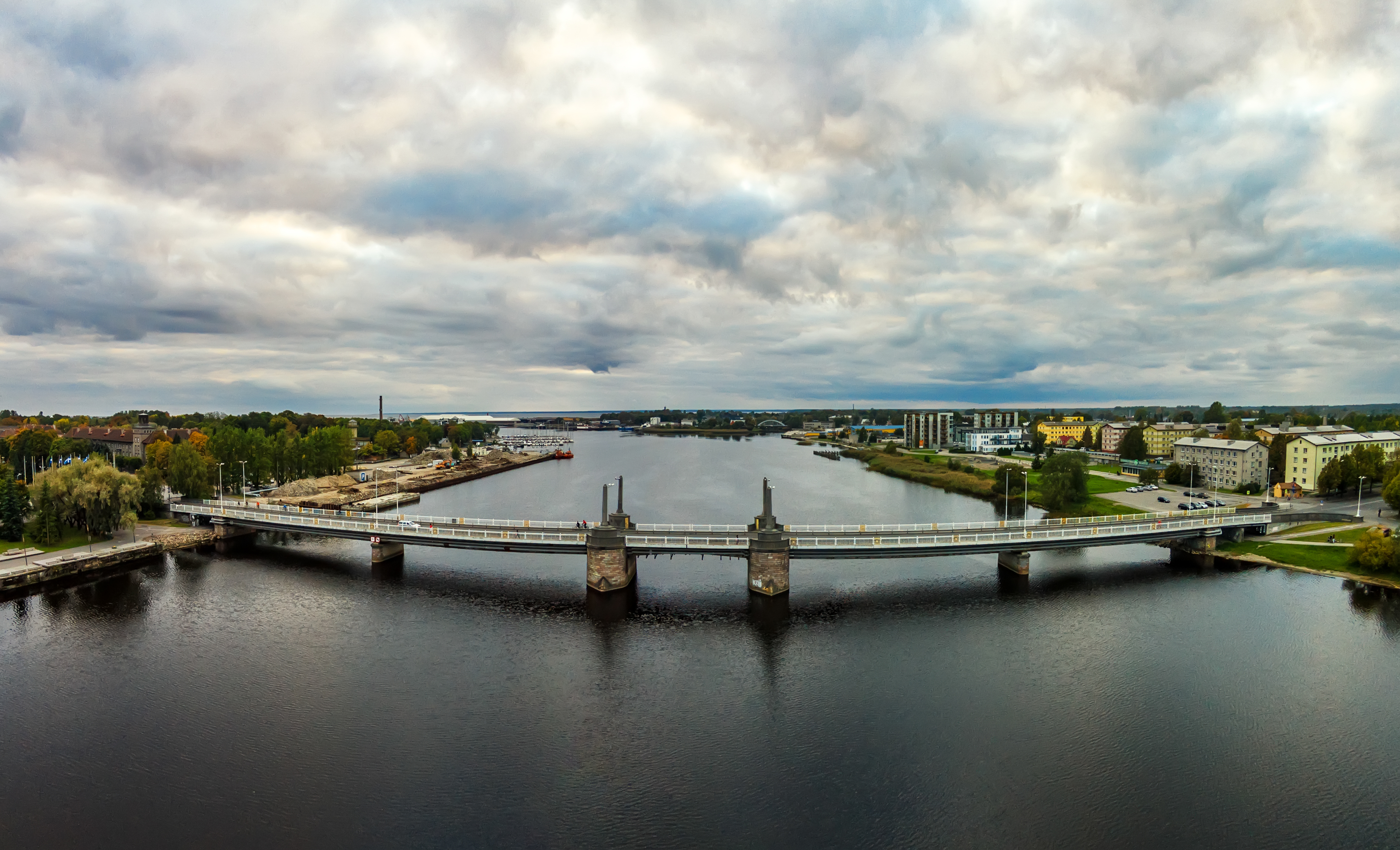
Brug over de rivier Pärnu
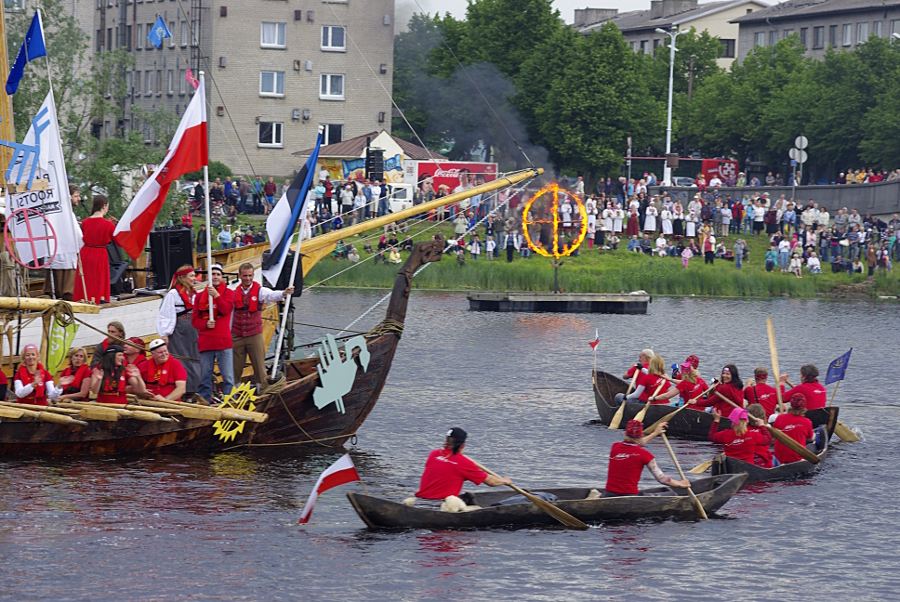
Evenement op de rivier Pärnu
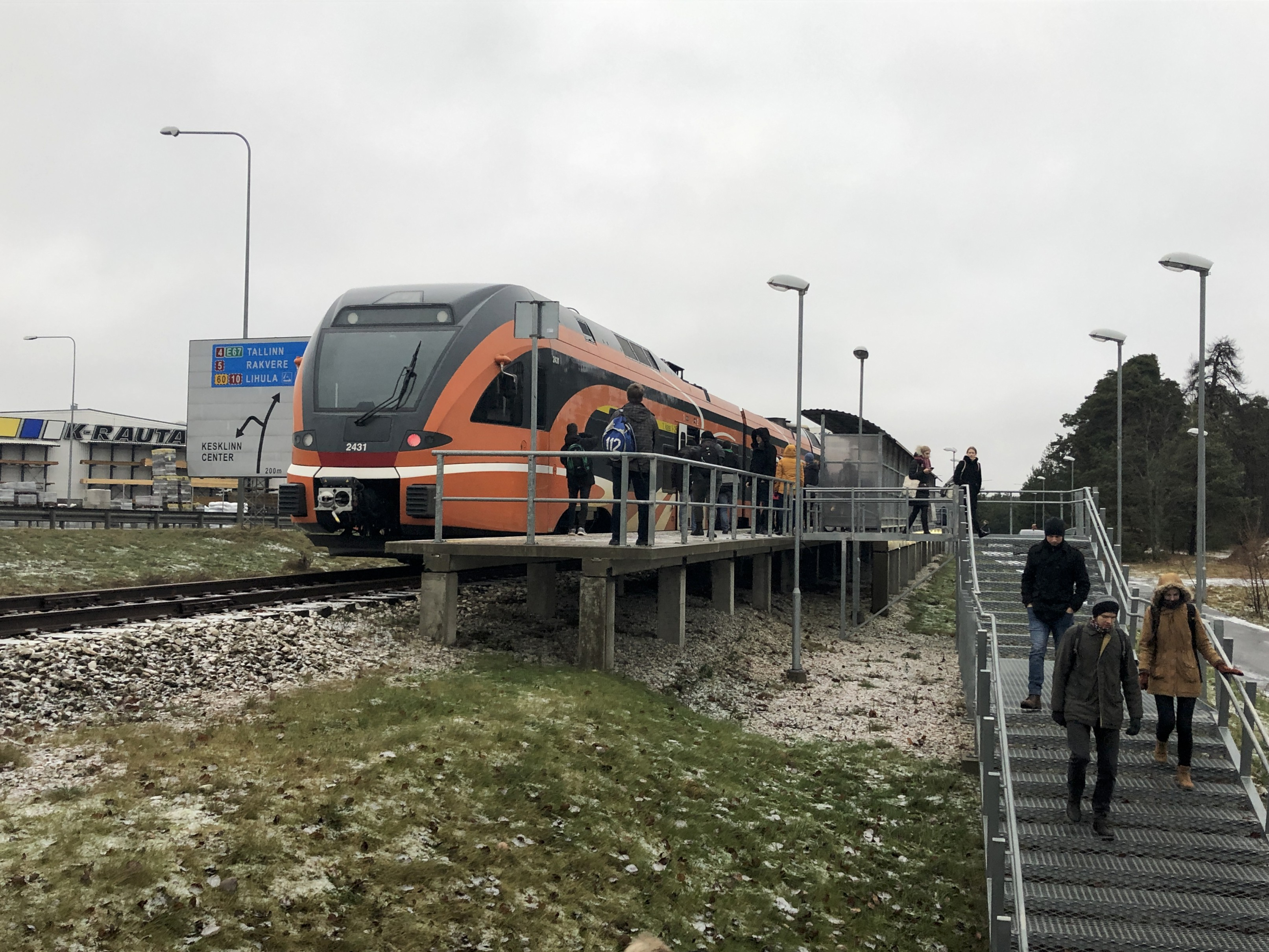
De laatste trein op het station van Pärnu, 8 december 2018

Andere hanzen: Vlaamse Hanze van Londen · Hanze der XVII steden